# 串毛村
串毛村（くしげむら）は、福岡県八女郡にあった村。現在の八女市の一部。

## 地理
矢部川中流の左岸、同川支流田代川の流域に位置していた。

## 歴史
- 1889年（明治22年）4月1日 - 町村制の施行により、上妻郡土窪村、田代村、鹿子生村が合併して村制施行し、串毛村が発足[2][3]。
- 1896年（明治29年）4月1日 - 郡の統合により八女郡に所属[2][4]。
- 1948年（昭和23年）10月1日 - 大字鹿子生字遠久谷を八女郡光友村に編入[2][3]。
- 1954年（昭和29年）4月1日 - 八女郡黒木町、豊岡村、木屋村、笠原村と合併して黒木町が存続し廃止された[2][3]。

## 教育

### 小学校
- 1893年（明治26年）- 土窪小学校開校[2]。
- 1918年（大正7年）- 土窪尋常小学校に高等科を併置し串毛尋常高等小学校に改称[2]。